# Oreochromis leucostictus
Oreochromis leucostictus är en fiskart som först beskrevs av Trewavas, 1933.  Oreochromis leucostictus ingår i släktet Oreochromis och familjen Cichlidae. IUCN kategoriserar arten globalt som livskraftig. Inga underarter finns listade i Catalogue of Life.